# Kapoksläktet
Kapoksläktet (Ceiba) är ett växtsläkte i familjen malvaväxter. De flesta arterna förekommer i tropiska Amerika, men ett fåtal arter förekommer i  Afrika. Med människans hjälp har kapok (C. pentandra) även förvildats i delar av Asien.
Släktets arter är träd, som kan bli mycket stora. Stammar och grenar är ofta grova och vissa arter har uppsvällda stammar. Bladen är strödda och fingrade med 5-8 delblad. Blommorna sitter ensamma eller några få tillsammans. Fodret är tjockt och köttigt och spricker upp i 3-5 flikar. Kronbladen är fem och vid basen sammanväxta med ståndarröret. De kan vara vita, gula, rosa eller röda, ofta med fläckar eller strimmor. Ståndarna är fem och vid basen sammanvuxna till ett rör som omsluter det översittande fruktämnet, ibland med en korona-liknande krans av utväxter. Hos några arter delar ståndarna upp sig mot spetsen, hos andra förblir de sammanvuxna längs hela dess längd. Hos några arter är ståndarna tredelade i spetsen, vilket kan ge illusionen av att det finns 15 ståndare. Vid basen av blomman är de dock alltid fem.
Frukten är en kapsel med fröna inbäddade i bomullslika här.

## Mytologiskt begrepp
En storvuxen art Ceiba förekommer som världsträdet i mayansk mytologi.

## Bildgalleri

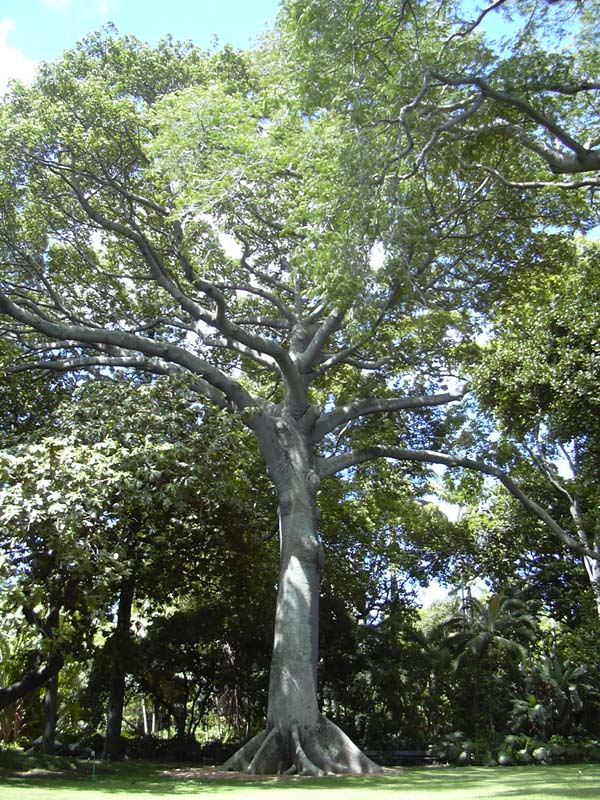
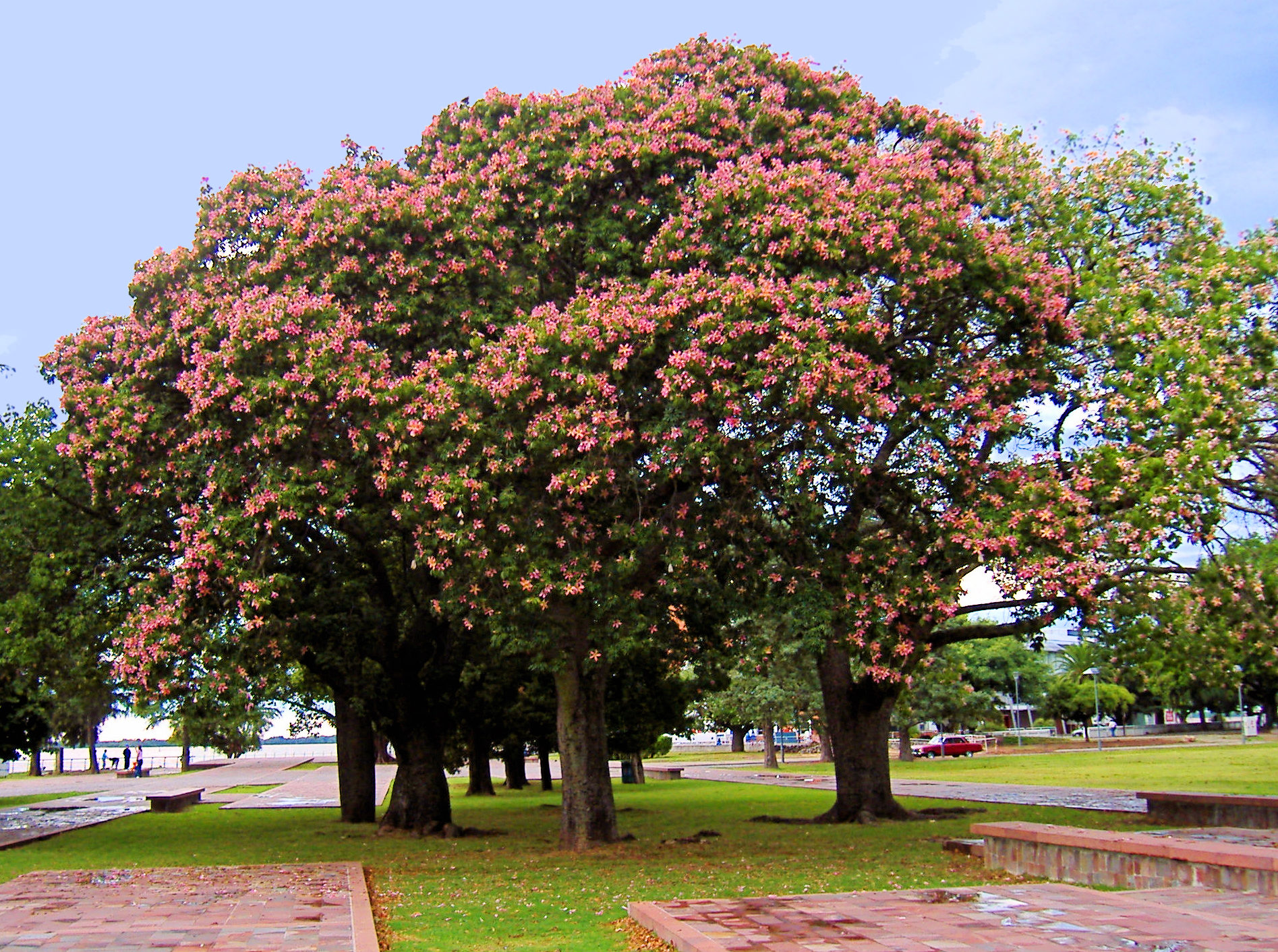
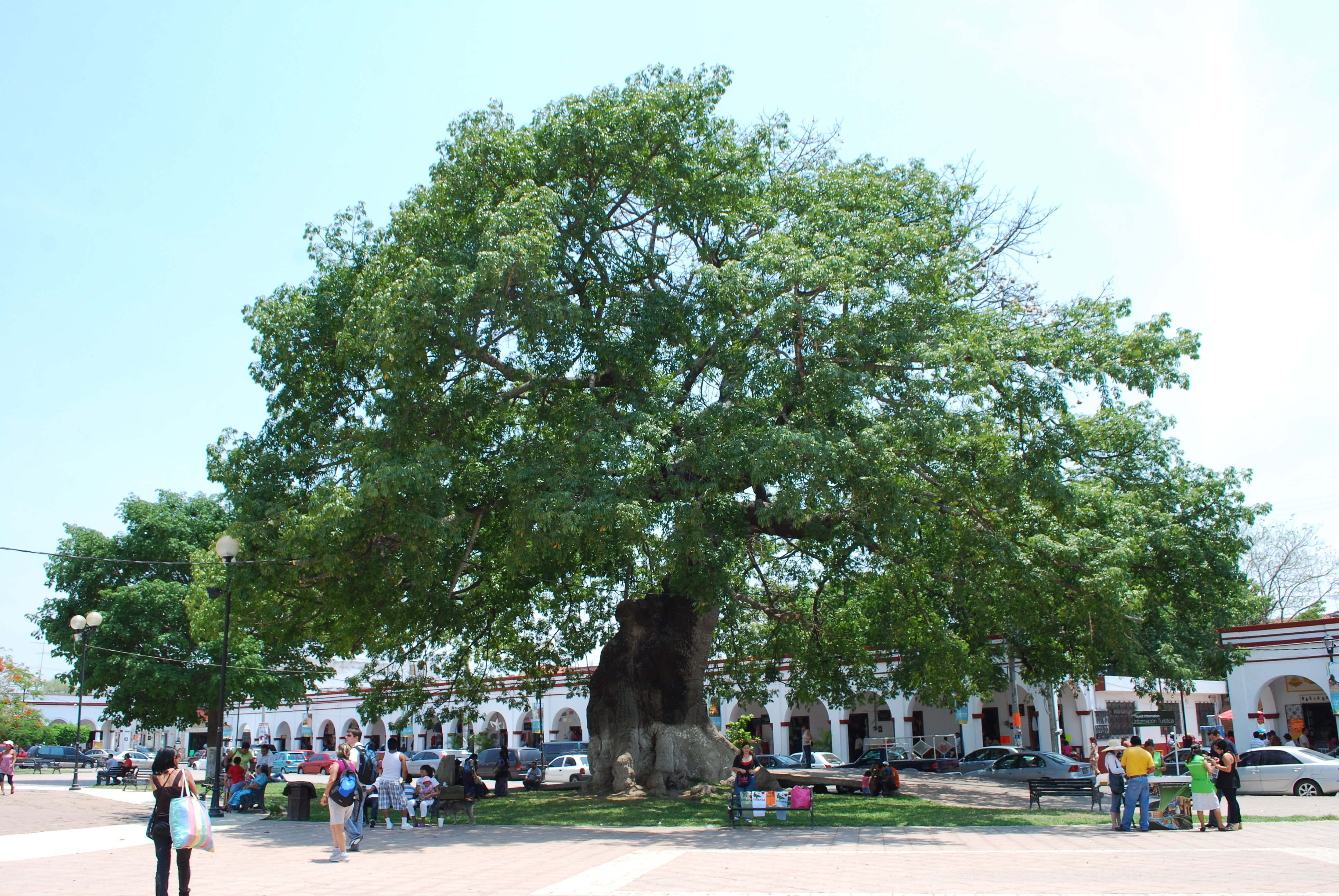
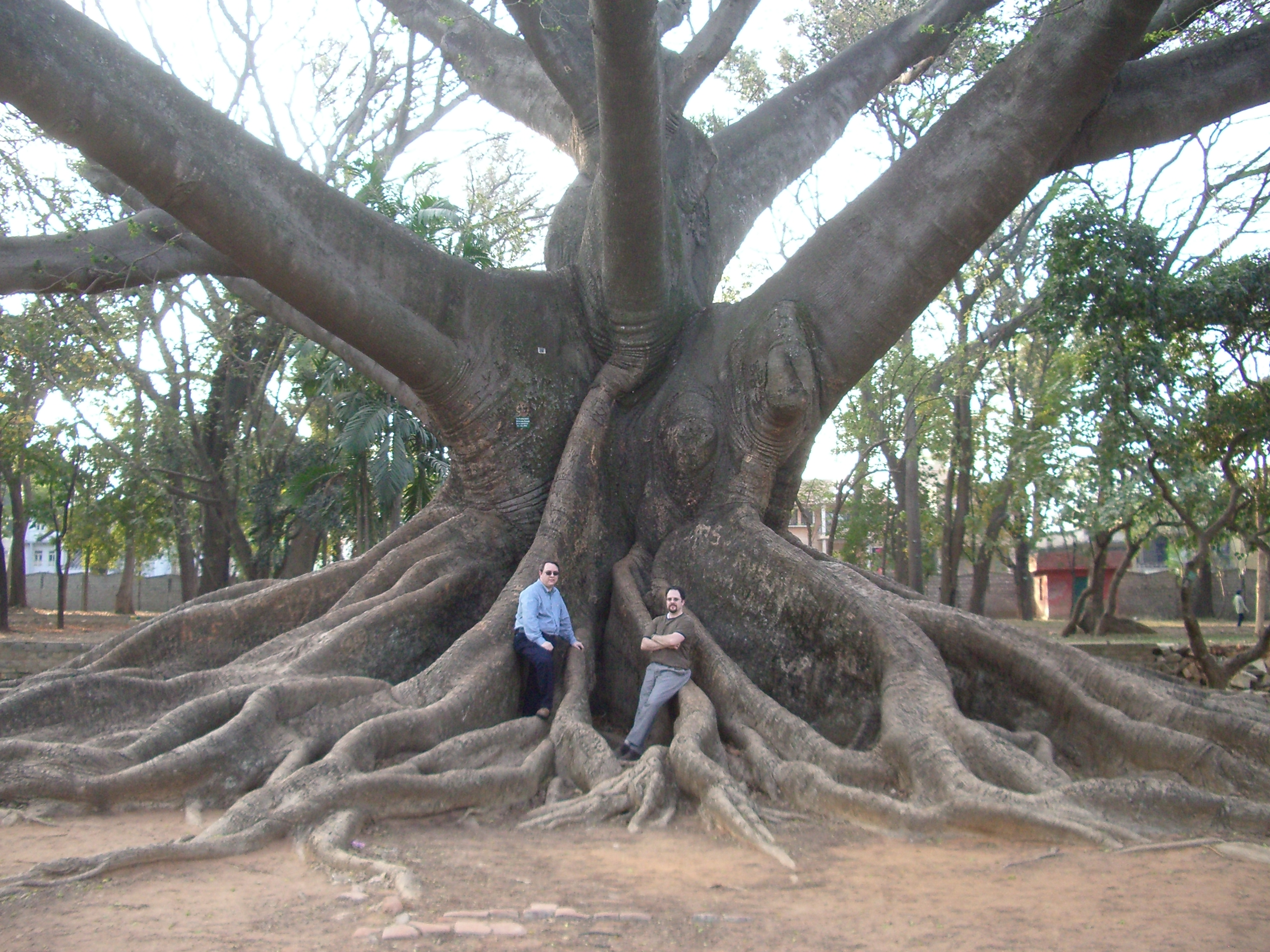
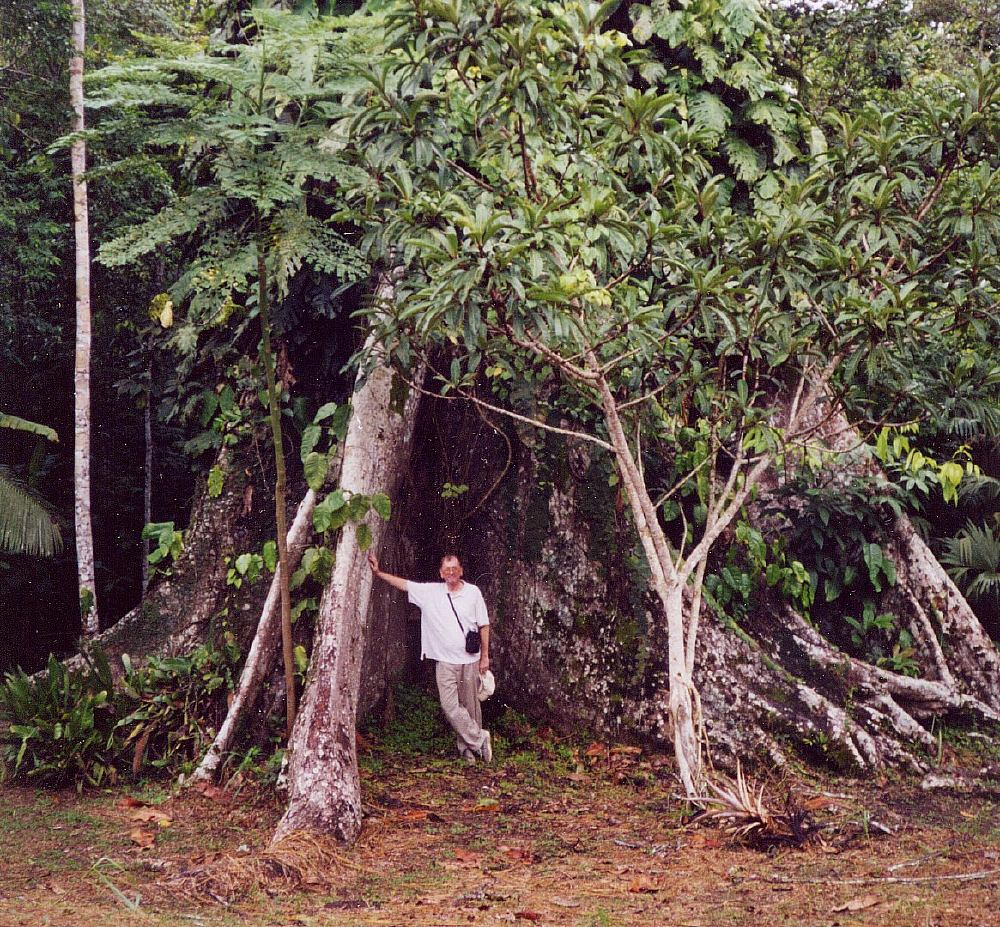
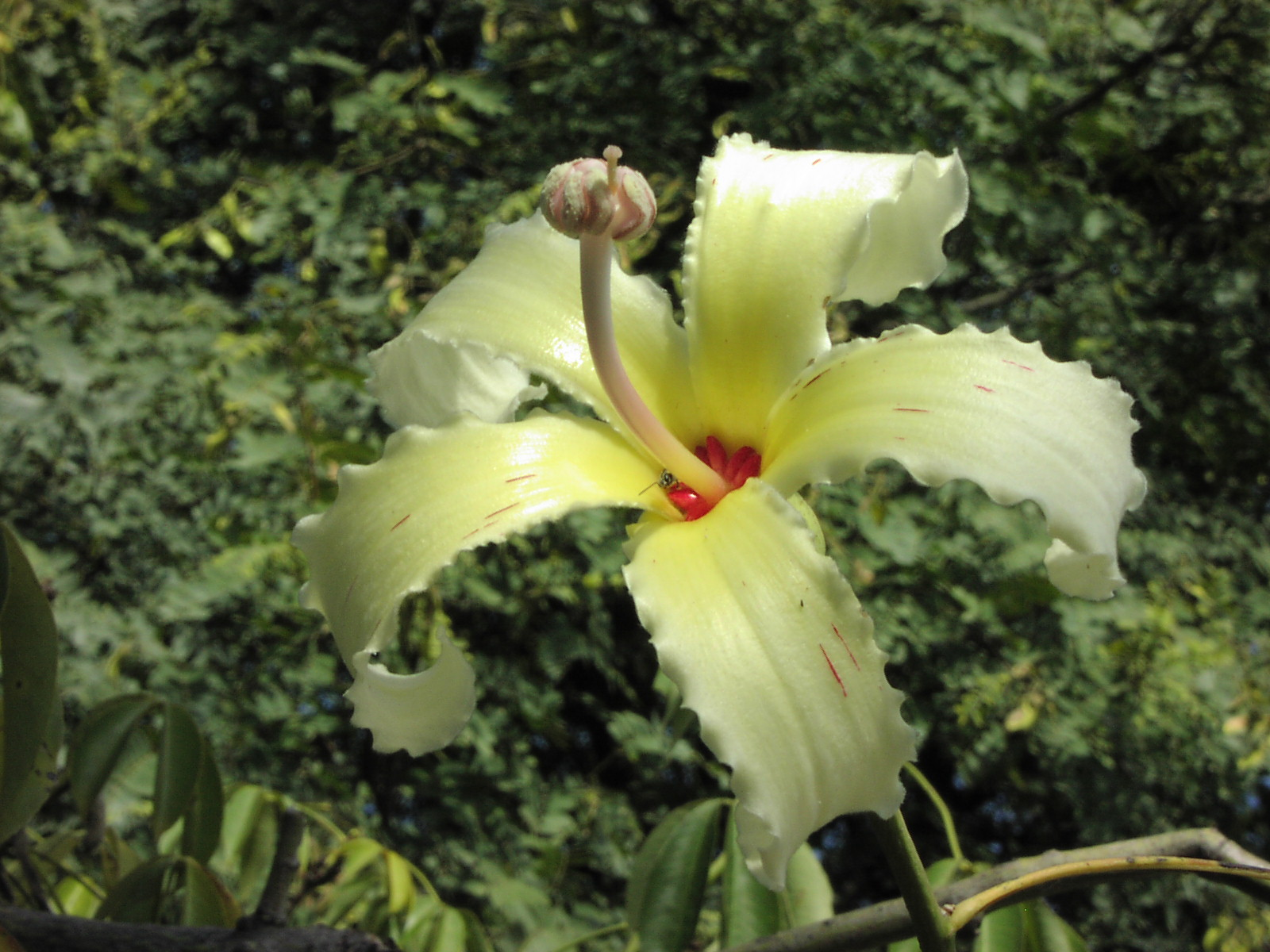